# Kalia (upazila)
Pour les articles homonymes, voir Kalia (homonymie).
Kalia (en bengali : কালিয়া) est une upazila du Bangladesh dans le district de Narail. En 2011, on y dénombrait 220 202 habitants.